# Амакусак (река)
Амакуса́к (исп. Rio Amacuzac, название происходит из языка науатль, «место изобилующее жёлтым амате») — река в Мексике, протекающая по штатам Мехико, Морелос, Герреро, правый приток реки Бальсас. Длина реки — около 240 км. Площадь водосборного бассейна — 4303 км². Средний расход воды — 52,3 м³/с.
Является самой важной рекой штата Морелос. Исток находится на склонах Невадо-де-Толука (штат Мехико), устье — река Бальсас. Относится к бассейну Тихого океана.

## География
Река Амакусак — один из важнейших притоков реки Бальсас. Она начинается на склонах Невадо-де-Толука в штате Мехико. Амакусак протекает по долине Альмолойя-де-Алькисирас, на 75-м км своего течения река достигает горного хребта Сьерра-де-Какауамильпа, затем исчезает у подножия холма Хумиль и превращается в подземную реку.
На реке Амакусак расположен город Теуистла (штат Морелос), поселения Уахинтлан, Эль-Бальсеадеро, Лос-Бунгало, Эль-Росаль, Миауатлан, Эль-Эстудианте, а также другие города в муниципалитетах Амакусак, Пуэнте-де-Истла и Хохутла.
Один из притоков Амакусака — река Куаутла, пересекающая город Амакусак. От своего истока до слияния с рекой Куаутла, Амакусак течёт 62 километра, принимая притоки Барранка-Гранде, Чалма и Яутепек. В свою очередь, в Каутлу впадает приток Чикито, который, в свою очередь, собирает воды притоков Тембембе и Чальмы. На реке Куаутле стоит город Куаутла.
Воды Амакусака достигают места под названием Бальсеадеро, после чего река течёт на юго-запад 104 километра, направляясь за пределы штата Морелос, чтобы влиться в реку Бальсас.
По реке Амакусак проходит граница между штатами Морелос и Герреро, а ниже по течению на небольшом участке длиной 6,5 км, между штатами Пуэбла и Герреро. Амакусак является основным водотоком биосферного заповедника Сьерра-де-Уаутла, её длина в пределах заповедника более 60 км.

## Местность
В нижнем течении реки Амакусак климат тёплый и влажный. Полутёплый климат — в полосе, протянувшейся с востока на запад, расположенной в северной части между горами и долинами. Умеренный климат — в высокогорных районах долин Куэрнаваки и Куаутлы, полухолодный — в высокогорных северных районах.
Годовое количество осадков 1000 мм (дожди с июня по октябрь). В нижнем течении выпадает 800 мм, в верхнем — до 1500 мм.

### Флора
В бассейне реки Амакусак произрастает разнообразная растительность. В северной части, самой высокогорной, растут сосновые, пихтовые и дубовые леса. На границе верхней и средней части реки, таких как Уицилак и северная часть Куэрнаваки, встречаются участки искусственных лугов. Значительная часть бассейна реки Амакусак подверглась урбанизации, в первую очередь, в районе города Куэрнавака. В низовьях этой территории произрастают растения, характерные для засушливых регионов (пустынные кустарники, низкорослые листопадные леса, колючие леса, пальмовые рощи). На высоте от 1800 до 800 метров над уровнем моря холмы, овраги и равнины бассейна реки Амакусак окружены лесами из каменного дуба, пальм и куахилоте. В холмистых районах засушливых районов (от 200 до 1500 метров над уровнем моря) растут колючие кустарники, колонновидные и канделябровидные кактусы.

### Фауна
В бассейне реки Амакузак обитают: белохвостый олень, енот, барсук, скунс, броненосец, заяц, обыкновенный кролик, койот, лесной кот, ласка, кольцехвостый олень, опоссум, летучая мышь. Птицы: ошейниковый дрозд, птица-флаг, чачалаки, хохлатая сорока, грифы, аура, ворона, сова и другие.
Всего около реки Амакусак обитает 45 видов, 32 рода и 10 семейств водных и околоводных жуков.

### Экология
Из-за сброса городских сточных вод бассейн реки Амакусак загрязнён.

## Спорт
В сезон дождей река Амакусак становится пригодной для занятий экстремальными видами спорта (рафтинг). Река делится на две части: верхнюю и нижнюю. Верхняя часть (около 15 километров) отличается спокойной течением. Реки классифицируются по степени бурности от I до VI, где I — самая спокойная, а VI — самая опасная. В нижнем течении реки Амакузак пороги относятся к III или IV категории.